# 宜昌当归
宜昌当归（学名：Angelica henryi）是伞形科当归属的植物，为中国的特有植物。分布于中国大陆的湖北等地，目前尚未由人工引种栽培。